# Picaru的定理
《Picaru的定理》，日本富士電視台的綜藝節目，2010年10月19日開始播放，2013年9月4日结束播放。節目名稱「Picaru的定理」與現實中存在的數學定理皮卡（Picard）定理並無關係。

## 概要
以年輕搞笑藝人為演出中心，各種小品劇為製作宗旨。2010年10月在深夜檔開始播放，半年後即進軍全國，在富士電視網全系列播出，並將播放時段提前至23點檔。2012年4月再次將播放時段提前至22點檔，成為黃金時段節目，2013年配合富士電視台改革，節目提前播放時段至星期三晚上8時。

## 出演者
第一季
Picaru隊
- Piece（綾部祐二、又吉直樹）
- 怪物引擎（西森洋一、大林健二）
- 原市（岩井勇氣、澤部佑）
- 平成野武士古武士（德井健太、吉村崇）
- 平野綾
- 大島麻衣
- 岡本麻里

Guest Picaru隊
- King of Conte（今野浩喜、高橋健一）
- 渡邊直美
- Tomi Dokoro
- 中田敦彥

第二季
Picaru隊
- Piece（綾部祐二、又吉直樹）
- 怪物引擎（西森洋一、大林健二）
- 原市（岩井勇氣、澤部佑）
- 平成野武士古武士（德井健太、吉村崇）
- 夏菜
- 大島麻衣
- 渡邊直美

第三季、第四季
Picaru隊
- Piece（綾部祐二、又吉直樹）
- 怪物引擎（西森洋一、大林健二）
- 原市（岩井勇氣、澤部佑）
- 平成野武士吉武士（德井健太、吉村崇）
- 渡邊直美
- 西內麻理耶
- 加賀美聖良
- 千鳥（大悟、阿信）

準常規成員
- 嘉門達夫

## 外部連結
- 官方網頁（日語）
- 官方網誌（页面存档备份，存于）（日語）